# Alan Evans
David "Alan" Evans (Rhondda, 14 juni 1949 – Barry, 11 april 1999), bijgenaamd The Rhondda Legend, was een darter uit Wales, die speelde voor de BDO.
Evans bereikte de finale van de News of the World Darts Championship in 1972. Hij verloor die finale van de Engelsman Brian Netherton met 0-2. Hij won wel de British Open in 1975. Dit was het eerste darts televisie-evenement op de BBC. In 1973 en 1974 bereikte hij de finale van het darts evenement op de Yorkshire Television 's Indoor League. Evans won de Winmau World Masters in 1975. Hij versloeg in de finale David Jones met 3-1. Hij had ook succes in het internationale darts met zijn land Wales. In 1977 won hij met Wales de WDF World Cup Teams titel. In de finale versloegen ze Engeland met 5-4. Het team bestond uit Evans, Leighton Rees en David Jones. Evans was een deelnemer tijdens de World Professional Darts Championship 1978. Hij versloeg Alan Glazier met 6-4 in de eerste ronde alvorens te verliezen aan de uiteindelijke kampioen, Leighton Rees in de kwartfinale met 3-6. Bij het World Professional Darts Championship 1979 mocht Evans de eerste ronde overslaan door zijn goed ranking. In de tweede ronde won Evans van landgenoot Ronnie Davies met 2-0. In de kwartfinale wedstrijd tegen Eric Bristow won Evans met 3-1 in sets. In de halve finale versloeg Rees, Evans voor de tweede jaar op rij met 1-3. In mei 1979, kreeg Evans een 12-maanden schorsing van de British Darts Organisation naar aanleiding van een incident na een interland, terwijl hij speelde voor het Welsh team.
Nadat zijn schorsing was beëindigd, kwam Evans terug om zijn darts carrière weer op te bouwen. Evans maakte vijf optredens in de World Championship. Elke keer zou hij verliezen van een legende in de dartssport. Hij verloor twee keer naar Bristow in 1986 en 1987, twee keer van Wilson in 1982 en 1988 en ook van Lowe in 1983. Evans kreeg in 1987 gezondheidsproblemen met zijn nieren en verliet het darts circuit na het MFI World Pairs evenement in juni 1988, die werd uitgezonden op ITV. In juni 1997, speelde Evans voor het eerst in negen jaar weer darts op TV. Hij nam deel aan de Battle of the Champions evenement in de Circus Tavern in Purfleet, uitgezonden op Sky Sports, tegen zijn oude rivaal, Eric Bristow. Evans raakte 2 keer 180 in de wedstrijd, maar Bristow won uiteindelijk met 0-3 in sets.
Evans overleed op 11 april 1999, op de leeftijd van 49 jaar. Hij werd voortdurend in televisie-evenementen genoemd door commentator Sid Waddell en meestal werd verwezen naar de "Alan Evans Shot" (drie bullseyes) wanneer een speler een checkout van 150 heeft.

## Resultaten op Wereldkampioenschappen

### BDO
- 1978: Kwartfinale (verloren van Leighton Rees met 3-6) (legs)
- 1979: Halve finale (verloren van Leighton Rees met 1-3)
- 1982: Laatste 16 (verloren van Jocky Wilson met 1-2)
- 1983: Laatste 32 (verloren van John Lowe met 0-2)
- 1986: Laatste 32 (verloren van Eric Bristow met 1-3)
- 1987: Halve finale (verloren van Eric Bristow met 0-5)
- 1988: Laatste 16 (verloren van Jocky Wilson met 2-3)

### WDF
- 1977: Halve finale (verloren van Leighton Rees met 0-4)
- 1981: Laatste 64 (verloren van George Foster met 1-4)
- 1983: Laatste 32 (verloren van Kexi Heinaharju met 3-4)
- 1987: Laatste 64 (verloren van Jean-Luc Leclercq)